# Heinz G. Konsalik
Heinz Günther Konsalik (Colónia, 28 de maio de 1921 — Salzburgo, 2 de outubro de 1999) foi um escritor alemão.

## Biografia
Durante a Segunda Guerra Mundial foi correspondente de guerra, o que proporcionou muitas experiências para seus romances.
Muitos de seus livros tratam da guerra e mostram o lado humano alemão das coisas vividas por seus soldados e famílias em casa, por exemplo, Das geschenkte Gesicht (Mask My Agony / The Changed Face), que trata da recuperação de um soldado alemão depois que seu trenó atropelou uma mina antipessoal e destruiu seu rosto, e como isso afetou seu relacionamento com sua esposa em casa. Não faz nenhum julgamento sobre a posição alemã na guerra e simplesmente lida com seres humanos em situações muitas vezes desesperadas, fazendo o que eles foram forçados a fazer sob a lei militar alemã. Der Arzt von Stalingrad (A Terra Nua / O Doutor de Stalingrado) tornou-o famoso e foi adaptado para o cinema em 1958. Cerca de 83 milhões de cópias vendidas de seus 155 romances fizeram dele o romancista alemão mais popular do pós-guerra e muitos de seus romances foram traduzidos e vendidos através de clubes do livro. Ele está enterrado em Colônia.

## Obras
| Título em Portugal                                       | Título no Brasil                                                                     | Título original em alemão                                    | Título em outras línguas                             | Lançamento | nº sequencial |
| -------------------------------------------------------- | ------------------------------------------------------------------------------------ | ------------------------------------------------------------ | ---------------------------------------------------- | ---------- | ------------- |
|                                                          | Ala das crianças (1)                                                                 | Kinder-station                                               |                                                      | 1967       | 01            |
|                                                          | Ala dos homens (1)                                                                   | Männer-station                                               |                                                      | 1964       | 02            |
|                                                          | A Canção das Montanhas Negras                                                        | Das Lie der Schwarzen berge                                  |                                                      | 1961       | 03            |
| A Casa dos corações perdidos                             | A Casa dos corações perdidos                                                         | Das haus der verlorenen herzen                               |                                                      | 1979       | 04            |
| A Conspiração da Amazônia                                | A Conspiração da Amazônia                                                            | Das Regeivdpald Konplot                                      |                                                      | 1992       | 05            |
| A Especialista                                           | A Especialista (2)                                                                   | Die gutachterin                                              |                                                      | 1998       | 06            |
|                                                          | A face mutilada – A face mudada – A máscara da minha agonia (5) A face outorgada (1) | Das geschenkte Gesicht                                       | The mutilated face -The changed face - Mask my agony | 1964       | 07            |
|                                                          | A Foto Indecorosa                                                                    | Das Unans Taendige Foto                                      |                                                      | 1980       | 08            |
| A Mafia do Sangue                                        | A Máfia do Sangue                                                                    | Die Blu Mafia                                                |                                                      | 1994       | 09            |
| O Mistério da Pedra Verde - A Maldição das Pedras Verdes | A Maldição das Pedras Verdes                                                         | De Fluch Der Grafnen                                         |                                                      | 1979       | 10            |
|                                                          | A menina Ariela(1)                                                                   | Das madchen Ariela                                           |                                                      | 1980       | 11            |
| A Morte Vendida                                          | A Morte Vendida                                                                      | Der Verkaufte Tod Der                                        |                                                      | 1992       | 12            |
|                                                          | A pista (1)                                                                          | Die Rollbahn                                                 | Al encuentro de la muerte (espanhol)                 | 1968       | 13            |
| A Primavera do Amor                                      | A Primavera do Amor                                                                  | Liebe Lässt Blumen Blúhen                                    |                                                      | 1983       | 14            |
|                                                          | A Sorte sopra a favor                                                                | Glueck muss man haben                                        |                                                      | 1982       | 15            |
| A Vida era Bela                                          | A Vida era Bela                                                                      | Und Dennoch war das leben schon                              |                                                      | 1982       | 16            |
| Alarme!                                                  | Alarme                                                                               | Alarm! Das Weiberschiff                                      |                                                      | 1995       | 17            |
| Amar à Sombra das Palmeiras                              | Amar à Sombra das Palmeiras                                                          | Wer Stirbt Schon Gerne Unter Palmen - Der Palmen - Der Vater |                                                      | 1981       | 18            |
| Amar Perigosamente                                       | Amar Perigosamente                                                                   | Verliebt Adenteur                                            |                                                      | 1983       | 19            |
| Amor Cossaco                                             | Amor de Cossaco                                                                      | Kosakenlieb                                                  |                                                      | 1987       | 20            |
| Um Cruzeiro Invulgar - Convés promenade                  | Amor em Alto Mar                                                                     | Promenadendek                                                |                                                      | 1985       | 21            |
| Amor em Sampetersburgo                                   | Amor em San Petersburgo                                                              | Liebe in St. Petersburg                                      |                                                      | 1993       | 22            |
|                                                          | Amores sobre o Don                                                                   | Liebe am Don                                                 |                                                      | 1979       | 23            |
|                                                          | As Máscaras do Amor - A Sombra do Paraíso                                            | Die Masken der Liebe - Auch das Paradies Wirft schatten      |                                                      | 1980       | 24            |
|                                                          | Babkin, nosso pai (1)                                                                | Babkin, unser Väterchen                                      |                                                      | 1986       | 25            |
|                                                          | Batalhão de Mulheres                                                                 | Frauden Bataillon                                            |                                                      | 1981       | 26            |
| Batalhão Disciplinar 9999                                | Batalhão Disciplinar 9999                                                            | Straftbataillon 999                                          |                                                      | 1990       | 27            |
|                                                          | Beleza cruel ou A estufa dos sonhos (2)                                              | Treibhaus der Träume                                         |                                                      | 2010       | 28            |
| Um Casamento Feliz                                       | Casamento por Procuração                                                             | Eine Glueckliche Ehe                                         |                                                      | 1977       | 29            |
| Catástrofe em Alto Mar                                   | Catástrofe em Alto Mar                                                               | Öi-connection                                                |                                                      | 1979       | 30            |
| Clínica do Aeroporto                                     | Clínica do Aeroporto                                                                 | Airport Klinik                                               |                                                      | 1995       | 31            |
|                                                          | Consultório Sentimental                                                              | Der Heiratsspezialist                                        |                                                      | 1980       | 32            |
|                                                          | Coração de Gelo e os Olhos Verdes de Finchley                                        | Das Herz aus Eis E Die Guenen augen von Finchley             |                                                      | 1983       | 33            |
|                                                          | Diagnóstico Câncer                                                                   | Diagnose Krebs                                               |                                                      | 1977       | 34            |
|                                                          | Doutora Érica Werner, Cirurgiã                                                       | Dr. Med. Erika Werner                                        |                                                      | 1973       | 35            |
| Duas Horas para se amarem                                | Duas Horas para se amarem                                                            | Mittag Pause                                                 |                                                      | 1997       | 36            |
| Duelo no gelo                                            | Duelo no gelo (2)                                                                    | Duell in eis                                                 |                                                      | 1998       | 37            |
|                                                          | Eles caíram do céu (4) – Você caiu do céu (1)                                        | Sie fielen vom himmel                                        | Ils sont tombés du ciel(francês)                     | 1970       | 38            |
| Operação Gansos Bravos                                   | Eles eram Dez                                                                        | Sie Waren Zehn                                               |                                                      | 1979       | 39            |
| Estrada para o Inferno                                   | Estrada para o Inferno                                                               | Strasse der Hölle                                            |                                                      | 1986       | 40            |
|                                                          | Férias do Front                                                                      | Heimat Urlaub                                                |                                                      | 1982       | 41            |
| Férias nas Termas                                        | Férias nas termas (2)                                                                | Saison Fur Damen                                             |                                                      | 1980       | 42            |
| Fogo na Savana                                           | Fogo na Savana (2)                                                                   | In den Klauen Des Lowen                                      |                                                      | 1983       | 43            |
|                                                          | Frutas silvestres como sobremesa (3)                                                 | Zum Nachtisch Wilde Fruchte                                  | Frutas silvestres como postres (espanhol)            | 1986       | 44            |
| A herdeira                                               | Herdeira de Milhões                                                                  | Die Erbin                                                    |                                                      | 1979       | 45            |
| Jogo Duplo                                               | Jogo Duplo                                                                           | Das Doppelspiel                                              |                                                      | 1977       | 46            |
| Luar sobre as Estepes                                    | Luar sobre as Estepes                                                                | Der Himmel Ueber Kasakstan                                   |                                                      | 1982       | 47            |
| Manobras no Outono                                       | Manobras no Outono                                                                   | Manõver im Herbst                                            |                                                      | 1967       | 48            |
|                                                          | Mãos Milagrosas                                                                      | Die Strahlenden Hande                                        |                                                      | 1999       | 49            |
| Mayday...                                                | Mayday (2)                                                                           | Mayday... Mayday... Eastern Wings 610                        |                                                      | 1998       | 50            |
| Morrer à sombra das Palmeiras                            | Morrer à sombra das Palmeiras                                                        | Stirbt Schon Gerne'I Unterpalmen                             |                                                      | 1981       | 51            |
| Natacha                                                  | Natacha                                                                              | Natascha                                                     |                                                      | 1980       | 52            |
| Natalia                                                  | Natalia                                                                              | Natalia, Bin Madchen aus der Taiga                           |                                                      | 1976       | 53            |
|                                                          | Ninguém vive de seus sonhos                                                          | Niemand Lebt von Seinen Traeumen                             |                                                      | 1979       | 54            |
|                                                          | Ninotchka, a Heroína das Estepes                                                     | Ninotschka, die herrin der Taiga                             |                                                      | 1975       | 55            |
| Noites de Amor na Taiga                                  | Noites de Amor na Taiga                                                              | Liebesnaechte in der Taiga                                   |                                                      | 1974       | 56            |
| O médico do vale                                         | No Vale dos Sonhos                                                                   | Im Tal Der Bittersussen Traume                               |                                                      | 1975       | 57            |
| O Amor é Mais Forte do que A Morte                       | O Amor é Mais Forte do que A Morte                                                   | Liebe ist Starker als der Tod                                |                                                      | 2000       | 58            |
|                                                          | O Amor floresce na Primavera                                                         | Lieb Lasstalle Blumen Bluhen                                 |                                                      | 1979       | 59            |
| O Anjo dos Esquecidos                                    | O Anjo dos Esquecidos                                                                | Engel der Vergessenen                                        |                                                      | 1974       | 60            |
|                                                          | O Assobio da Morte                                                                   | Der Pfeifende m Roer                                         |                                                      | 1994       | 61            |
| O Caso Ecstasy                                           | O Caso Ecstasy                                                                       | Die Ecstasy Affare                                           |                                                      | 1996       | 62            |
| O Cavalheiro                                             | O Gentleman                                                                          | Der Gentleman                                                |                                                      | 1995       | 63            |
|                                                          | O Coração do Sexto Exército                                                          | Dar Herz 6. Armee                                            |                                                      | 1972       | 64            |
| O Expresso Transiberiano                                 | O Expresso Transiberiano                                                             | Transsibirien-Express                                        |                                                      | 1982       | 65            |
| O Perfume das Flores Mágicas                             | O Feitiço do Amor                                                                    | Wie ein Hauch von Zauberblueten                              |                                                      | 1981       | 66            |
| O Hipnotista                                             | O Hipnotista                                                                         | The Hypnose-Arzt                                             |                                                      | 1999       | 67            |
| O Homem que Esqueceu o Passado                           | O Homem que Esqueceu o Passado                                                       | Der Mann, Der Sein Leben Vergab                              |                                                      | 1950       | 68            |
|                                                          | O Jogo do Amor                                                                       | Spiel der Herzen                                             |                                                      | 1983       | 69            |
| O Lado Obscuro da Fama                                   | O Lado Oculto da Glória                                                              | Die Dunkle Seite der Ruhms                                   |                                                      | 1982       | 70            |
| O Mandarim Negro                                         | O Mandarim Negro (2)                                                                 | Der Schwarze Mandarin                                        |                                                      | 2003       | 71            |
| O Mar Dourado                                            | O Mar Dourado                                                                        | Das Goldene Meer                                             |                                                      | 1987       | 72            |
|                                                          | O Massacre de Praga                                                                  | Bluthochzeit in Prag                                         |                                                      | 1969       | 73            |
| O Médico da Czarina                                      | O Médico da Czarina                                                                  | Der Leibarzt der Zarin                                       |                                                      | 1996       | 74            |
| O Médico de Estalinegrado                                | O Médico de Stalingrado                                                              | The Doctor of Stalingrad                                     |                                                      | 1981       | 75            |
| O Médico do Deserto                                      | O Médico do Deserto                                                                  | Der Wustendoktor                                             |                                                      | 1983       | 76            |
| O Mistério das Sete Palmeiras                            | O Mistério das Sete Palmeiras(2)                                                     | Das Geheimnis der Sieben Palmen                              |                                                      | 1988       | 77            |
| Ouro das Montanhas Vermelhas                             | O Ouro das Montanhas Vermelhas                                                       | Gold in den Rotem Bergen                                     |                                                      | 1987       | 78            |
| O Ouro do "Zephyros                                      | O Ouro do Zephyros                                                                   | Ein Toter Taucher Nimmt kein Gold                            |                                                      | 1988       | 79            |
| O Pavilhão de Jade                                       | O Pavilhão de Jade                                                                   | Der Jade-Pavillon                                            |                                                      | 1993       | 80            |
|                                                          | O sacrifício dos inocentes (4) –Quem não lutar, para trás (1)                        | Wer sich nicht wehrt                                         | Le sacrifice des innocents (frances)                 | 1990       | 81            |
|                                                          | Os agentes amam o perigo                                                             | Agenten lieben gefährlich                                    |                                                      | 1979       | 82            |
|                                                          | Os agentes são implacáveis (1)                                                       | Agenten kennen kein Pardon                                   |                                                      | 1980       | 83            |
|                                                          | Os canais silenciosos (1)                                                            | Die schweigenden kanäle                                      |                                                      | 1980       | 84            |
| O Senhor das Almas                                       | O Senhor das Almas                                                                   | Der Herr Der Zerstörten Seelen                               |                                                      | 2003       | 85            |
| O Tesouro dos Czares                                     | O tesouro dos czares (2)                                                             | Das Bernstein Zimmer                                         |                                                      | 1994       | 86            |
| O Último Lobo dos Cárpatos                               | O Último Lobo dos Cárpatos                                                           | Der Letzte Karpatenwolf                                      |                                                      | 2007       | 87            |
| O Vale Sombrio                                           | O Vale Sombrio                                                                       | Tal Ohne Sonne                                               |                                                      | 1991       | 88            |
|                                                          | Operação Golfinho                                                                    | Unternehmen Delphin                                          |                                                      | 1983       | 89            |
| Os amantes de Sotschi                                    | Os amantes de Sotschi                                                                | Die Liebnden von Sotschi                                     |                                                      | 1982       | 90            |
| Ouro da Selva                                            | Ouro da Selva                                                                        | Dschungel-Gold                                               |                                                      | 2000       | 91            |
| Pânico a Bordo                                           | Pânico a Bordo                                                                       | Der Klabautermann                                            |                                                      | 1986       | 92            |
| Paraíso Mortal                                           | Paraíso Mortal                                                                       | Todliches Paradies                                           |                                                      | 1992       | 93            |
| Começar do Nada/ Renascer das cinzas                     | Passaporte para a Noite                                                              | Aus dem nichts ein neues leben                               |                                                      | 1985       | 94            |
| Peço a Pena de Morte                                     | Peço a Pena de Morte                                                                 | Ich Beantrage Todesstrafe                                    |                                                      | 1984       | 95            |
| Pó Mortal                                                | Pó Mortal (2)                                                                        | Tödlicher Staub                                              |                                                      | 2002       | 96            |
| Por Ordem do Tigre                                       | Por Ordem do Tigre                                                                   | Im Auftrag des Tigers                                        |                                                      | 1996       | 97            |
|                                                          | Quente como o Vento das Estepes                                                      | Heiss wir der steppenwind                                    |                                                      | 1971       | 98            |
| Querida Corsária                                         | Querida Corsária                                                                     | Geliebte Korsarin                                            |                                                      | 1978       | 99            |
|                                                          | Reunião de Família                                                                   | Mit Familienanschluss                                        |                                                      | 1982       | 100           |
| Sob o Signo do Grande Urso                               | Sob o Signo do Grande Urso                                                           | Im Zeichen Dês Grossen Bären                                 |                                                      | 2000       | 101           |
| O Czar e a Bailarina - A Paixão do Czar                  | Só Restou uma Vela Vermelha                                                          | Es Blieb nur bin rotes segel                                 |                                                      | 1980       | 102           |
| Terra Selvagem                                           | Terra selvagem (2)                                                                   | Das Wilde Land'                                              |                                                      | 2004       | 103           |
| Tubarões a Bordo                                         | Tubarões a Bordo (2)                                                                 | Haie an Bord                                                 |                                                      | 1981       | 104           |
|                                                          | Um cavalo chamado Amor (3)                                                           | Mein Pferd und ich                                           | Um caballo llamado amor (espanhol)                   | 1973       | 105           |
|                                                          | Um Casamento a Evitar                                                                | Von Dieser Hochzeit wird gerwarnt                            |                                                      | 1985       | 106           |
| O médico dos juncos                                      | Um médico nos Juncos                                                                 | Der Dschunkendoktor                                          |                                                      | 1996       | 107           |
|                                                          | Um Mundo Desconhecido                                                                | Entmuendigt                                                  |                                                      | 1983       | 108           |
| Um Pecado Maior                                          | Um Pecado Maior                                                                      | Eine Sunde Zuviel                                            |                                                      | 1991       | 109           |
| Um Verão Diferente                                       | Um Verão Diferente                                                                   | Sonj Uno Das Millionenbild                                   |                                                      | 1985       | 110           |
| Conspiração Amorosa                                      | Uma Conspiração Amorosa                                                              | Die Liebesverschworung                                       |                                                      | 1994       | 111           |
|                                                          | Uma Cruz na Sibéria                                                                  | Ein Kreuz in Sibirin                                         |                                                      | 1983       | 112           |
| Uma Família Respeitada                                   | Uma Família Respeitada (2)                                                           | Eine Angese Hene Familie                                     |                                                      | 1980       | 113           |
| Viagem à Terra do Fogo - Viagem para a Terra do Fogo     | Viagem à Terra do Fogo                                                               | Lote Fahrt Nach Feuerland                                    |                                                      | 1980       | 114           |
|                                                          | Vison preto na pele delicada (1)                                                     | Schwarzer nerz auf zarter haut                               |                                                      | 1995       | 115           |

(1) mera tradução do título alemão (não se conhece publicação no Brasil);
(2) mera reprodução do título da edição portuguesa (não se conhece publicação no Brasil);
(3) mera adaptação do título em espanhol (não se conhece publicação no Brasil);
(4) mera adaptação do título em francês (não se conhece publicação no Brasil);
(5) mera adaptação dos títulos em inglês (não se conhece publicação no Brasil);